# عبد الملك بن جهور
ذو السيادتين عبد الملك بن جهور ثالث وآخر حكام طائفة قرطبة في عهد ممالك الطوائف.

## تاريخه
استعان أبو الوليد بن جهور بابنه الأصغر عبد الملك في حكمه لقرطبة، غير أن عبد الملك استبد وأساء في الحكم. وفي عام 455 هـ، دبر عبد الملك كمينًا قتل فيه ابن السقاء وزير أبيه الذي كان يتمتع بالسمعة الطيبة بين أهل قرطبة.
في عام 456 هـ، ساءت العلاقات بين عبد الملك وأخيه الأكبر عبد الرحمن الذي كان يرى أنه الأحق بالولاية من أخيه، مما جعل أبيهم يقسّم السلطة بينهما، فتولى عبد الرحمن أمر الجباية وإصدار الأوامر والشئون المالية؛ فيما تولى عبد الملك الأمور العسكرية. ولم يمض وقت طويل حتى تغلب عبد الملك على أخيه وسجنه في منزله، واستبد بالأمر بعد أن أقعد المرض أبيه. وأمر بأن يخطب له على المنابر، وهو ما لم يقدم عليه أبوه وجده.
وفي عام 462 هـ، قصد المأمون بن ذي النون صاحب طليطلة بقواته قرطبة بهدف غزوها، فاستغاث عبد الملك بحليفه المعتمد بن عباد صاحب إشبيلية، فأمده بفرسان بقيادة خلف بن نجاح ومحمد بن مرتين. وجد المأمون أن معركته خاسرة للتفوق العددي للمدافعين عن قرطبة مقارنة بقواته، فانسحب. عندئذ، نفذ قائدا فرسان إشبيلية، خطتهم المبيّتة، واستوليا على المدينة في شعبان من تلك السنة. اعتقل عبد الملك وأخيه وأهلهما، وأرسلوا إلى إشبيلية، ثم اعتقل أبوهما المقعد، ونفوا جميعًا إلى جزيرة شلطيش.